# هو سانیانگ
هو سانیانگ (تحت‌الّفظی به معنی «خواهر سوّم، هو») شخصیتی خیالی در داستان لب آب است. و جزو رمان‌های بزرگ کلاسیک چین برشمرده می‌شود. او دختر اربابی از کوهستان اژدهای تنهاست. هنگام نبرد روی پیراهن سرخش زره می‌پوشد و خودِ زرّین بر سر می‌گذارد و با دو شمشیر و کمندش حریفِ ده‌ها مرد است.

## داستان زندگی
هو در نبرد با یاغیان لیانگشان به دست لین چونگ اسیر می‌شود. بعدها به لیانگشان می‌پیوندد، عروسی می‌کند، و خدمات فراوان به ایشان می‌کند، از جمله دستگیر کردن پنگ کی. سرانجام در کوشش برای انتقام خون شوهرش کشته می‌شود.